# Taipei Cinese ai Giochi della XXXI Olimpiade
Taipei Cinese partecipò ai Giochi della XXXI Olimpiade, che si svolsero a Rio de Janeiro, Brasile, dal 5 al 21 agosto 2016, con una delegazione di 57 atleti impegnati in 18 discipline. Portabandiera alla cerimonia di apertura fu il cavaliere Wong Isheau, alla sua prima Olimpiade.
La rappresentativa taiwanese, alla sua quattordicesima partecipazione ai Giochi estivi, conquistò una medaglia d'oro e due di bronzo, che le valsero il cinquantesimo posto nel medagliere complessivo.

## Medagliere
| Medaglia | Atleta                                  | Sport             | Evento            |
| -------- | --------------------------------------- | ----------------- | ----------------- |
| Oro      | Hsu Shu-ching                           | Sollevamento pesi | 53 kg femminile   |
| Bronzo   | Kuo Hsing-chun                          | Sollevamento pesi | 58 kg femminile   |
| Bronzo   | Le Chien-ying Lin Shih-chia Tan Ya-ting | Tiro con l'arco   | Squadre femminile |